# Bažina

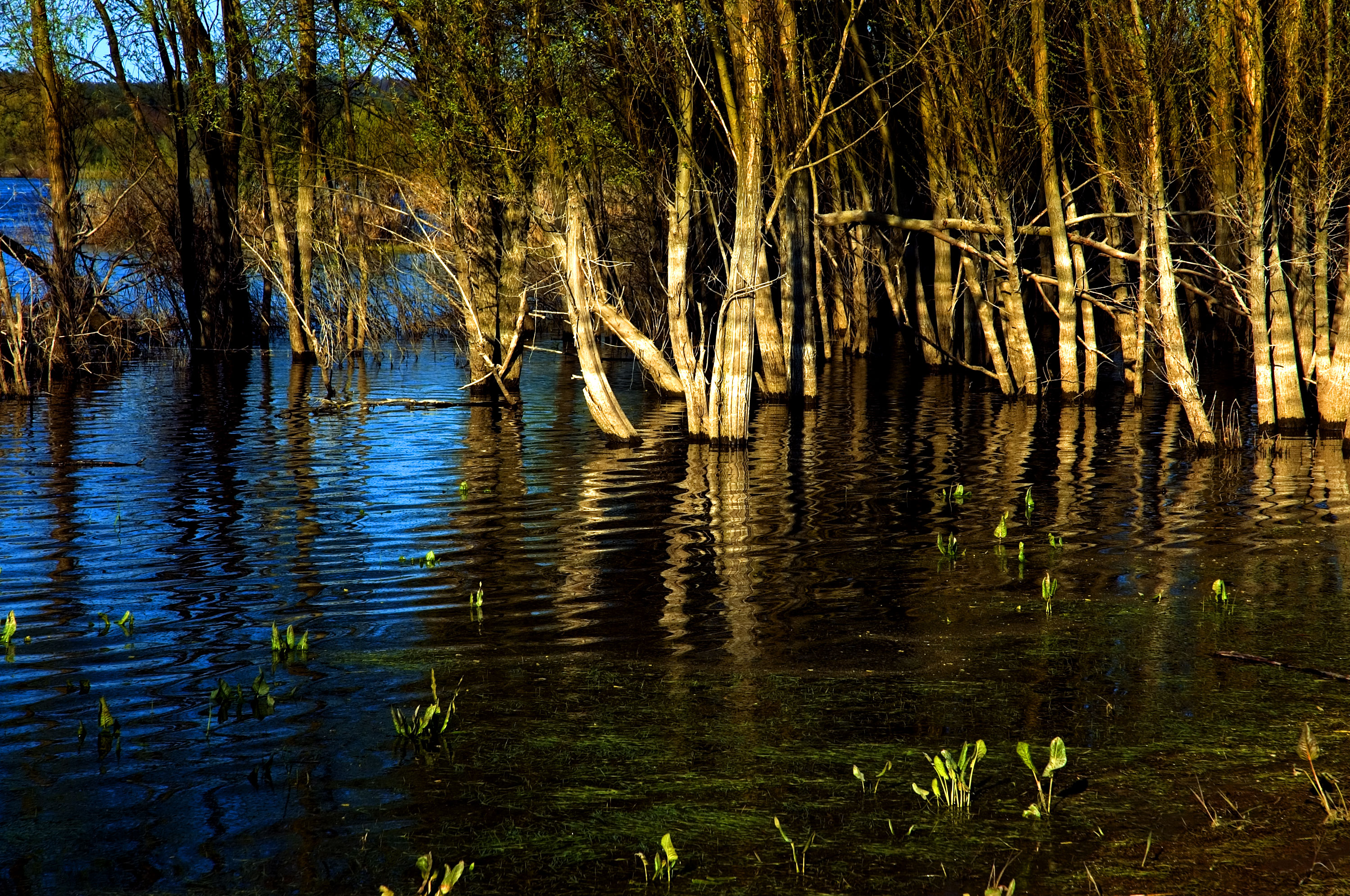
Bažina na Labi

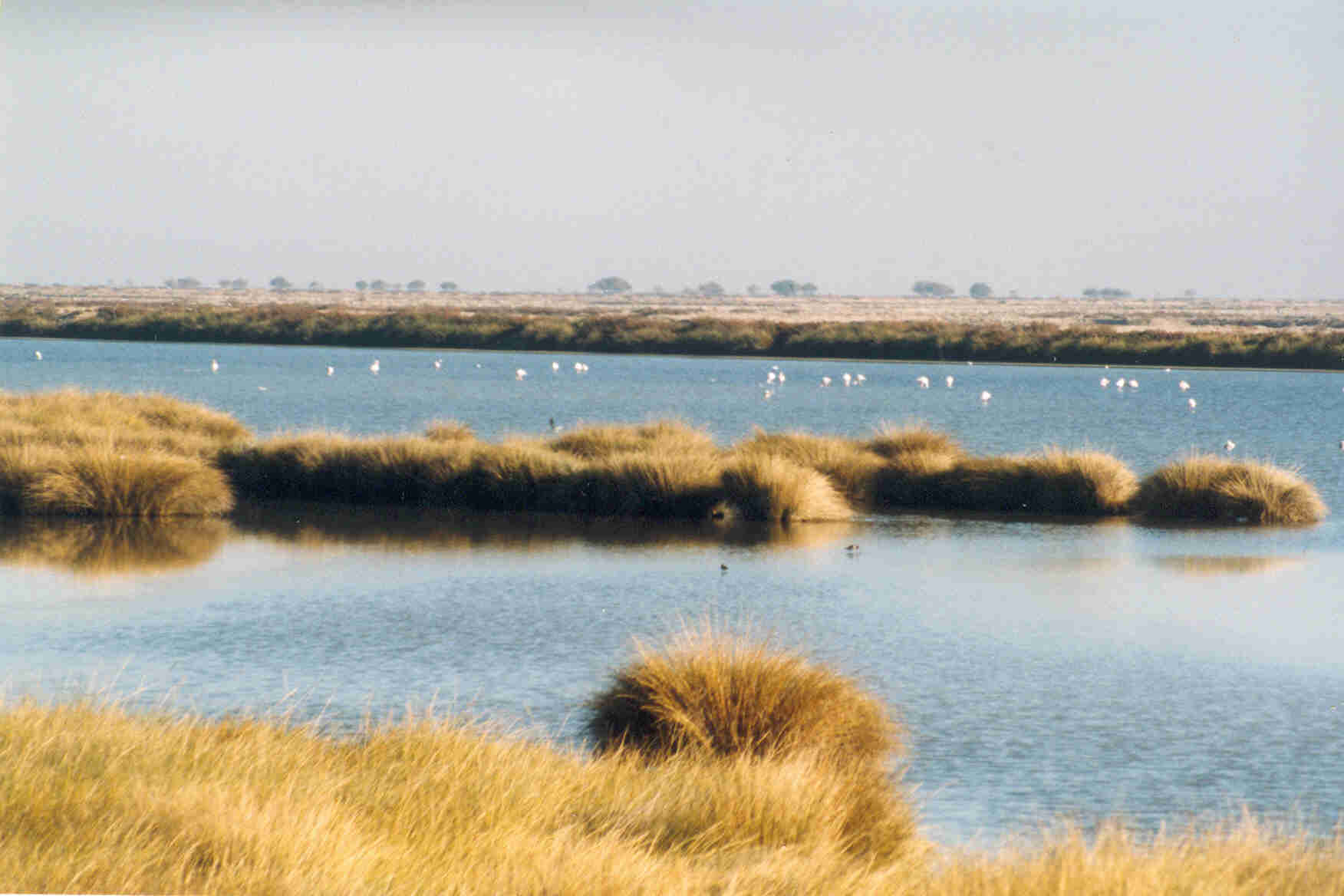
Doñana

Bažina (močál, močálník, slať, mokřina) je území prosycené vodou, na kterém rostou charakteristické rostliny (tzv. bahenní rostliny) a žijí také specifičtí živočichové. Je to zvláštní druh sladkovodního mokřadu, který představují habitaty s vyšším obsahem zvodněných rašelinných částic.
Ottův slovník naučný definuje bažiny jako (zkráceno a zjednodušeno) místa, na nichž se shromažďuje voda, která nemá dostatečný odtok nebo se nedostatečně odpařuje. Voda je promísena kořínky a jinými rostlinnými částmi, takže vytváří zdánlivě souvislou vrstvu, po které však nelze chodit ani plout na lodi. Bažiny mohou přecházet v močály, jinými slovy rašeliniště nebo slatiny.
Charakteristickým znakem bažin je pomalá průtočnost vody, která je často ještě více zpomalována rostoucí vegetací. Vznikají na plochých oblastech, kde je spádová křivka vodních toků velmi malá až skoro žádná.

## Druhy močálů
- Některé močály jsou zásobeny pouze pomocí dešťových srážek, což má za následek jejich zakyselení a vznik kyselé rašeliny.
- Druhá skupina je zásobena jak srážkami tak i protékající vodou, což vede ke vzniku neutrálního prostředí.